# 창더시
창더(상덕, 중국어 간체자: 常德, 병음: Chángdé)는 중화인민공화국 후난성의 북부에 위치한 지급시이다. 

## 역사
창더는 구석기시대와 신석기시대의 많은 유적지로 유명하다. 오늘날까지 약 500개 정도가 발견되었다. 역사적으로 창더는 정부가 후난 성 서쪽 산악지대의 부족을 통제하는 중심지 역할을 했다. 창더의 행정구역 명은 진나라 시대에는 전통적으로 검중군(黔中郡)인 것으로 알려졌으나, 2002년 동정군이 발견되고 이 지역으로 비정되면서 검중군과 동정군의 관계에 대한 논쟁이 이어지고 있다. 기원 전 202년, 전한에 의해 무릉군이라고 개칭되었고, 형주(荆州)에 귀속 되었다. 송나라 때 정주(鼎州)로 이름이 바뀌었고 이후 청나라 때까지 상덕로, 상덕부 등 다양한 이름으로 불렸다.
19세기 후반에 창더는 원강 분지의 번영하는 상업 중심지이자 농업 시장의 중심이 되었다. 많은 중국 기업들과 함께 1905년에 외국과의 무역이 개방되면서 많은 외국 기업들이 쌀, 면화, 동유, 목재를 구매하기 위해 창더에 지사를 두었다. 창더의 경제적인 영향력은 구이저우성 북부와 후베이성 남서부, 쓰촨성의 남동부 일부까지 미쳤다. 도시의 상인들은 후난 성 북서부 경제의 대부분을 통제했고 20세기 초에 창사에 이어 후난 성 제2의 도시가 되었다.
1943년의 창더 전투에서 국민당 군대는 쓰촨 성으로 침입하려는 일본군을 막으려 하였다. 그러나 일본군은 생화학무기를 사용하여 그들의 시도를 좌절시켰다. 하바롭스크 전범 재판에서 이르면 1941~1942년에 이 지역이 오염되어 선 페스트 등이 발생했다는 증거가 제시되었다.
비록 1949년에 공산주의자들이 집권한 이래 창더의 상업적 우위가 사라지기는 했지만 도시는 여전히 교역의 중심지로 인구의 대부분이 상업과 운송업에 종사한다.

## 지리
둥팅호 수계에 속하는 원강의 북안에 위치하고 후난 성 북서쪽 평원의 중심이다.
연평균 기온은 17.7 °C이고 1월 평균기온은 5.0 °C, 7월 평균기온은 29.1 °C이다. 연평균 강수량은 1368mm이고 강수는 4월부터 8월까지 집중된다.
| 창더시의 기후                                                 | 창더시의 기후 | 창더시의 기후 | 창더시의 기후 | 창더시의 기후 | 창더시의 기후 | 창더시의 기후 | 창더시의 기후 | 창더시의 기후 | 창더시의 기후 | 창더시의 기후 | 창더시의 기후 | 창더시의 기후 | 창더시의 기후   |
| 월                                                            | 1월           | 2월           | 3월           | 4월           | 5월           | 6월           | 7월           | 8월           | 9월           | 10월          | 11월          | 12월          | 연간            |
| ------------------------------------------------------------- | ------------- | ------------- | ------------- | ------------- | ------------- | ------------- | ------------- | ------------- | ------------- | ------------- | ------------- | ------------- | --------------- |
| 역대 최고 기온 °C (°F)                                        | 24.2 (75.6)   | 30.3 (86.5)   | 34.5 (94.1)   | 37.7 (99.9)   | 36.8 (98.2)   | 37.8 (100.0)  | 40.1 (104.2)  | 40.3 (104.5)  | 38.9 (102.0)  | 35.7 (96.3)   | 31.0 (87.8)   | 25.8 (78.4)   | 40.3 (104.5)    |
| 일평균 최고 기온 °C (°F)                                      | 8.5 (47.3)    | 11.7 (53.1)   | 15.8 (60.4)   | 22.3 (72.1)   | 27.2 (81.0)   | 30.2 (86.4)   | 33.2 (91.8)   | 32.4 (90.3)   | 28.5 (83.3)   | 23.0 (73.4)   | 17.5 (63.5)   | 11.4 (52.5)   | 21.8 (71.3)     |
| 일일 평균 기온 °C (°F)                                        | 5.0 (41.0)    | 7.9 (46.2)    | 11.7 (53.1)   | 17.8 (64.0)   | 22.6 (72.7)   | 26.1 (79.0)   | 29.1 (84.4)   | 28.2 (82.8)   | 24.2 (75.6)   | 18.6 (65.5)   | 13.1 (55.6)   | 7.6 (45.7)    | 17.7 (63.8)     |
| 일평균 최저 기온 °C (°F)                                      | 2.5 (36.5)    | 5.2 (41.4)    | 8.6 (47.5)    | 14.5 (58.1)   | 19.2 (66.6)   | 23.1 (73.6)   | 25.9 (78.6)   | 25.2 (77.4)   | 21.1 (70.0)   | 15.7 (60.3)   | 10.1 (50.2)   | 5.0 (41.0)    | 14.7 (58.4)     |
| 역대 최저 기온 °C (°F)                                        | −13.2 (8.2)   | −8.4 (16.9)   | −1.1 (30.0)   | 0.3 (32.5)    | 10.2 (50.4)   | 13.4 (56.1)   | 19.1 (66.4)   | 16.4 (61.5)   | 11.0 (51.8)   | 3.9 (39.0)    | −1.3 (29.7)   | −6.5 (20.3)   | −13.2 (8.2)     |
| 평균 강수량 mm (인치)                                         | 66.8 (2.63)   | 76.8 (3.02)   | 109.4 (4.31)  | 171.8 (6.76)  | 181.7 (7.15)  | 205.5 (8.09)  | 190.1 (7.48)  | 112.7 (4.44)  | 64.5 (2.54)   | 81.9 (3.22)   | 70.0 (2.76)   | 36.7 (1.44)   | 1,367.9 (53.84) |
| 평균 강수일수                                                 | 11.5          | 11.7          | 15.5          | 15.0          | 13.9          | 14.3          | 12.6          | 9.9           | 8.1           | 11.0          | 9.0           | 9.3           | 141.8           |
| 평균 강설일수                                                 | 5.6           | 2.7           | 1.0           | 0             | 0             | 0             | 0             | 0             | 0             | 0             | 0.2           | 1.7           | 11.2            |
| 평균 상대 습도 (%)                                            | 76            | 75            | 75            | 75            | 74            | 78            | 75            | 76            | 74            | 75            | 74            | 73            | 75              |
| 평균 월간 일조시간                                            | 82.1          | 79.1          | 103.8         | 128.4         | 158.5         | 152.6         | 210.2         | 210.0         | 159.0         | 134.8         | 126.1         | 101.5         | 1,646.1         |
| 가능 일조율                                                   | 25            | 25            | 28            | 33            | 37            | 37            | 49            | 52            | 43            | 38            | 40            | 32            | 37              |
| 출처: 중국기상국 (평년값: 1991년~2011년, 극값: 1971년~2010년) |               |               |               |               |               |               |               |               |               |               |               |               |                 |

## 경제
오늘날 창더는 행정 중심지이자 동유, 곡물, 면화, 약초의 저장과 선적 중심지이다. 제조업은 요업, 공작 기계, 방직, 피혁, 식품 가공업을 포함한다. 곡물, 기름, 면화와 기타 상품들은 중간 크기의 배에 실어져 웨양, 창사, 한커우로 보내진다. 목재는 뗏목으로 엮어져 둥팅 호를 거쳐 창 강에 띄워 보내진다. 1949년 이후로 도시는 지역 생산품인 목재, 가죽 등을 기초로 한 경공업이 발달해있다.

## 행정 구역

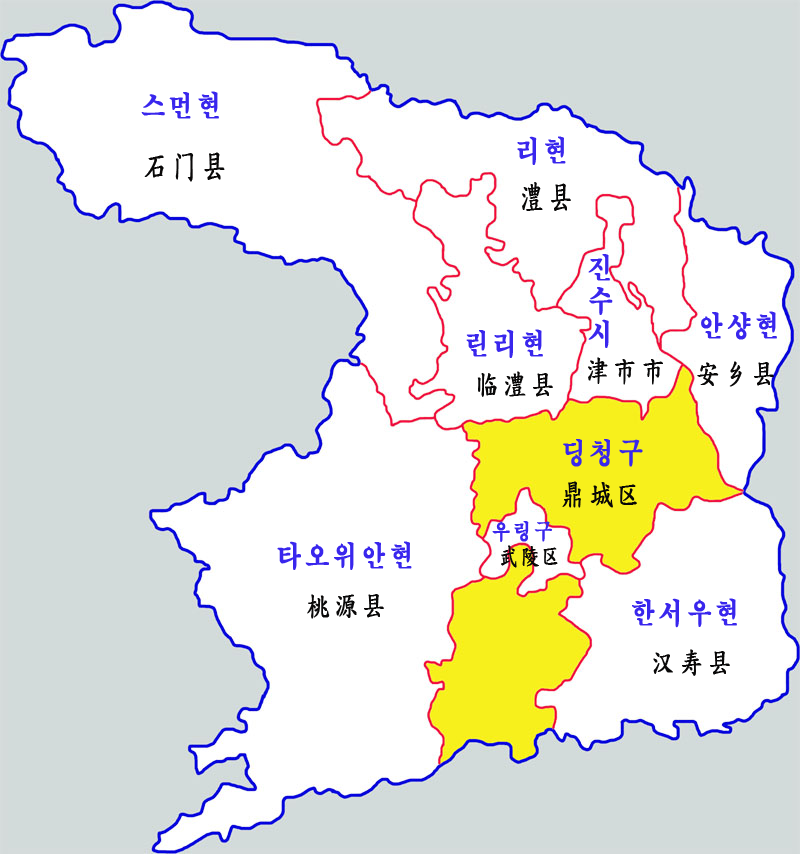
창더 시 현급구역

2개의 시할구와 1개의 현급시 그리고 6개의 현을 관할하고 있다.
시할구
- 우링 구(武陵区)
- 딩청 구(鼎城区)

현급시
- 진스 시(津市市)

현
- 리현(澧县)
- 린리현(临澧县)
- 타오위안현(桃源县)
- 한서우현(汉寿县)
- 안샹현(安郷县)
- 스먼현(石门县)

## 교통
- 207번 국도
- 창더 도화원 공항(常德桃花源空港)

## 교육
- 창더 사범대학(常德师範学校)
- 창더 방송대학(常德电视大学)
- 창더 공업학교(常德工业学校)

## 같이 보기
- 도원향